# Krystyna Pawlik
Krystyna Pawlik, po mężu Łękawska (ur. 8 marca 1962) – polska narciarka, medalistka Zimowej Uniwersjady (1985), mistrzyni Polski.

## Kariera sportowa
Narciarstwo zaczęła uprawiać w czasie nauki w Szkole Podstawowej im. Stefana Pawlika w Rytrze, była zawodniczką Porońca Poronin i AZS Zakopane.
Jej największym sukcesem w karierze był srebrny medal zimowej uniwersjady w 1985 w sztafecie 3 x 5 km (z Michaliną Maciuszek i Małgorzatą Ruchałą).
Na mistrzostwach Polski seniorów wywalczyła dwa medale w konkurencji 3 x 5 km: złoty w 1985 i brązowy w 1986.